# Kasumi (Bośnia i Hercegowina)
Kasumi – wieś w Bośni i Hercegowinie, w Federacji Bośni i Hercegowiny, w kantonie środkowobośniackim, w gminie Jajce. W 2013 roku liczyła 219 mieszkańców, z czego większość stanowili Boszniacy.